# Hirundo neoxena
Hirundo neoxena là một loài chim thuộc họ Nhạn. Nó là một loài có nguồn gốc từ Úc và các đảo gần đó, và du nhập vào New Zealand giữa của thế kỷ 20. Nó rất giống nhạnThái Bình Dương mà nó thường được xem là cùng loài.
Loài chim này sinh sản ở miền nam và miền đông Úc trong nhiều môi trường sống, chủ yếu ở các khu vực mở, các khu vực phát quang nhân tạo hoặc môi trường đô thị, nhưng không phải là sa mạc hay rừng rậm. Số quần thể ở phía Đông chủ yếu là nhóm di cư, trú đông ở miền bắc Australia. Chim phương Tây và quần thể ở New Zealand chủ yếu là ít di chuyển xa.